# Sílvia Silveira de Bragança
Sílvia Silveira de Bragança (Santo Estêvão, Ilhas, Goa, Índia 1937- Goa 21 setembro de 2020) foi uma pedagoga e pintora luso-moçambicana.

## Biografia
Viveu entre Goa (de 1937 a 1961), Lisboa (de 1962 a 1968), Lourenço Marques (atual Maputo) de 1969 a 1974, e de novo  Maputo (de 1984 até 2020) sempre com longas estadias na Goa natal, acompanhando a sua mãe, pintora auto-didata. Pintora formada pela Escola Superior de Belas Artes de Lisboa entre 1962 e 1974, manteve uma atividade artística inconformista explorando as plasticidades alternativas aos modelos em vigor no ensino no contexto do regime anterior à revolução de 25 de Abril de 1974. Posteriormente interessou-se por integrar as perspetivas humanistas, associando os materiais não convencionais e os valores humanistas para construir uma obra com um cunho de educativo e solidário.
Sílvia Silveira teve a sua iniciação artística com o Prof. Ramachondra Xencora Naique. Foi professora do ensino primário em Goa durante cinco anos.
Frequentou o curso de Pintura da Escola Superior de Belas Artes de Lisboa, com uma bolsa da Fundação Calouste Gulbenkian, entre 1962 e 1966,  obtendo então o respetivo bacharelato. Concluiria o curso superior de pintura já depois de 1974. Formou-se também em Ciências Pedagógicas em Lisboa, na Faculdade de Letras da Universidade de Lisboa.
Em Lisboa, no período pós revolucionário, veio a fundar a Associação dos Artistas Portugueses e integrou como associada efetiva a Sociedade Nacional de Belas Artes entre 1974 e 1984.
Conheceu em Lisboa, com quem veio a casar, Aquino de Bragança (1924-1986), um dos mais proeminentes historiadores goeses, e destacada figura anticolonial. O seu marido viria a falecer dois anos depois, no desastre de aviação que vitimou Samora Machel em 1986.
Sílvia Bragança homenageou Aquino de Bragança em 2017 com uma exposição na Associação 25 Abril onde interveio na mesa de debate com Vasco Lourenço e Pezarat Correia. Publicou diversos livros de educação artística e destinados às crianças, e também sobre Aquino de Bragança.
A sua atividade aprofundou-se em Maputo, numa vida que decorreu entre Lisboa, Goa, e Maputo, onde criou raízes.

## Pintora
Participou em exposições na então Lourenço Marques, hoje Maputo, incentivada pelo professor e pintor António Quadros Ferreira. Fez o curso de Pintura da Escola Superior de Belas-Artes de Lisboa entre 1962 e 1966, bolseira Gulbenkian, na mesma geração de Gil Teixeira Lopes, Rocha de Sousa, Francisco Aquino e Elisabete Oliveira.
Realizou mais de 10 exposições individuais entre 1971 e 2000. A sua pintura caracterizava-se pelo uso diverso dos materiais, distinguindo-se o uso de folhas de metal na primeira fase, os tecidos em renda e por último a poesia escrita, integrando a sua busca dos materiais acessíveis nos países emergentes.
Integrou o Conselho Mundial INSEA/UNESCO, por África, na década de 90.
"Vivo entre Goa, Portugal e Moçambique. No Bacharelato de Pintura ESBAL ‘62 –66, tínhamos problemas graves com o Director Paulino Montês: retirou um subsídio da viagem de Curso a Itália, por lhe contestarmos posições. Já em Moçambique, ‘67–72, expus criticando a opressão colonialista. Na 1ª exposição individual (Moçambique/Luanda ‘71), visitando-a, Agostinho da Silva, aconselhou: ‘Não fales, os teus trabalhos dizem tudo. Podes ser presa.’ Licenciada, co-fundei a Associação dos Artistas Portugueses, pós 25 Abril. Desde 1968, as 15 Exposições Individuais e 50 Colectivas realizadas em Ásia, Europa e África, tornaram-me multicultural e inspiraram-me temas de guerra-paz e opressão-liberdade, reflectindo esteticamente valores universais da humanidade."

## Exposições
- 1969: Primeira Colectiva no Salão de Agosto de 1969, Lourenço Marques [Maputo] Moçambique. Promovido pelo Núcleo da Arte.
- 1971: Exposição individual na então Lourenço Marques [Maputo], Moçambique, na Sociedade de Estudos.
- 1972: Exposição individual no Auditório da Beira – Moçambique. Individual no Palácio do Comércio, Luanda.
- 1973: Exposição individual em Tomar, Portugal.
- 1978: Exposição individual no Ateneu Comercial de Lisboa, Portugal.
- 1979: Exposição individual na Cooperativa Árvore, no Porto, Portugal.
- 1982: Participa no painel colectivo comemorativo do 8º Aniversário de 25 de Abril em Santarém onde estiveram presentes 65 artistas plásticos pintores e escultores portugueses.
- 1988: Exposição individual na Associação de Fotografia Moçambique.
- 1989: Exposição individual na Galeria Afritique, Maputo, Moçambique.
- 1991: Exposição individual na Kala Academy, Goa, Índia, em homenagem a Aquino de Bragança.
- 1993: Exposição retrospectiva de 100 obras no Centro de Estudos Brasileiros, Maputo, Moçambique.
- 2000: Exposição individual realizada em Goa, Índia, na Fundação Oriente.
- 2007: Exposição individual no Instituto Camões, Centro Cultural Português em Maputo, de 19 setembro a 30 outubro, em Maputo, Moçambique.